# Dziurów (powiat starachowicki)
Dziurów – wieś w Polsce, położona w województwie świętokrzyskim, w powiecie starachowickim, w gminie Brody.
W latach 1975–1998 miejscowość należała administracyjnie do województwa kieleckiego.
Przez wieś przechodzi  czerwony Szlak Milenijny ze Skarżyska-Kamiennej do Kałkowa oraz  niebieski szlak rowerowy ze Skarżyska-Kamiennej do Ostrowca Świętokrzyskiego oraz przepływa rzeka Kamienna.
Wieś jest siedzibą rzymskokatolickiej parafii św. Stanisława.

## Części wsi
| SIMC    | Nazwa     | Rodzaj    |
| ------- | --------- | --------- |
| 0230846 | Gołańka   | część wsi |
| 0230852 | Warszawka | część wsi |
| 0230869 | Złotki    | część wsi |

## Historia
Wieś znana już w XIV wieku.
| Rok     | Nazwa miejscowości                      |
| ------- | --------------------------------------- |
| 1333-70 | Dziurov                                 |
| 1444    | Dzurow                                  |
| 1447    | Dzurowo                                 |
| 1470-80 | Dzurow, Dzyurow, Dzurow alias Zaborzyn. |
| 1474    | Dzÿwrow                                 |
| 1475    | Dzwrow                                  |
| 1491    | Dzyvrow                                 |
| 1546    | Dzÿwrov, Dzÿurow.                       |
| 1553    | Dziurow                                 |
| 1569    | Dzioroff                                |
| 1571    | Dziurow                                 |
| 1780    | Dziurów                                 |

W roku 1474 Michał, opat klasztoru Św. Krzyża, kupił tę wieś za 130 grzywien od Stanisława i Mikołaja Szydłowieckich , herbu Odrowąż.

Urządził on tu nad rzeką Kamienną wielki staw obfity w ryby. Łany kmiece w liczbie 6 i folwark klasztorny dawały dziesięcinę (do 9 grzywien.) kościołowi w Szydłowcu (L. B., II, 484). 2.)
W drugiej połowie XIX wieku wieś w powiecie Iłżeckim, gminie Wierzbnik, parafii Pawłów.

Wieś posiadała 116 mórg ziemi dworskiej i 283 włościańskiej.
Domów było 26, mieszkańców 220.

1475 r. we wtorek po niedzieli Środopostnej, na rokach w Radomiu. Otto z Plechowa sędzia i Jan z Biechowa podsędek ziemi sandomierskiej czynią wiadomo: że stanąwszy osobiście przed sądem ziemskim Mikołaj Szydłowiecki burgrabia i podstarości krakowski, zeznał iż za 180 grzywien sprzedał opatowi :Michałowi i klasztorowi Świętokrzyzkiemu na Łysej Górze wieś Dziurów, czemu obecni byli: Jan z Krzyżanowic łowczy ziemi sandomierskiej, Paweł Krampski z Koszowa, Jan z Bostowa, Jan z Bieniedzic, Jan z Pękosławic, Jan z Gulina. Pod tąż datą lecz odzielnym aktem, :Mikołaj Szydłowiecki dla swojego zbawienia i przodków, darował klasztorowi łysogórskiemu wieczyście obydwa brzegi rzeki Kamiennej w Dziurowie, dla zrobienia stawu między górą tej wsi a górą wsi Rzepina